# Premier Ukrainy
Premier Ukrainy – szef rządu Ukrainy, przewodniczący obrad Rady Ministrów Ukrainy.
Od uzyskania przez Ukrainę niepodległości w 1991 roku funkcję premiera pełniło 19 osób. Obecnie urząd ten pełni Julia Swyrydenko, powołana przez Radę Najwyższą 17 lipca 2025.

## Powołanie
Premier jest powoływany na stanowisko przez Prezydenta Ukrainy za zgodą Rady Najwyższej. Zgoda jest udzielana poprzez zwykłą większość, to jest gdy więcej deputowanych wyrazi zgodę na powołanie Premiera niż wyniesie liczba osób głosujących przeciwko. Najwyższą aprobatę Rady Najwyższej w historii Ukrainy uzyskała 4 lutego 2005 Julia Tymoszenko, gdy ponad 373 deputowanych (82,9% parlamentu) poparło jej kandydaturę. Inni kandydaci, którzy uzyskali ponad 300 głosów (tj. ponad 2/3) poparcia to:
- Arsenij Jaceniuk 27 lutego 2014 – 371 deputowanych (82,2%)
- Arsenij Jaceniuk 27 listopada 2014[3] – 341 deputowanych (75,8%)
- Witold Fokin 14 listopada 1990 – 332 deputowanych (73,8%)
- Łeonid Kuczma 13 października 1992 – 316 (70,2%)

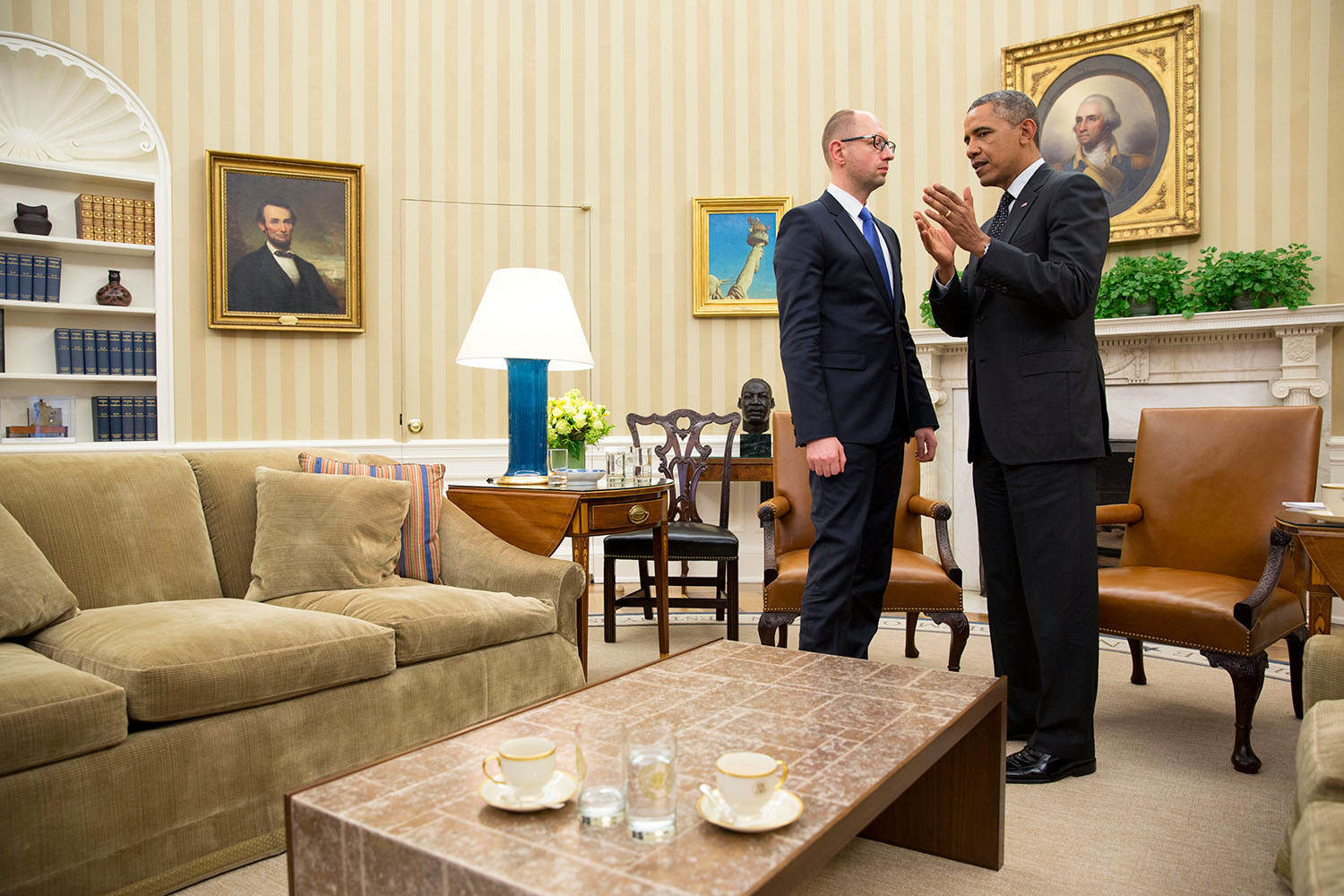
Ówczesny prezydent Stanów Zjednoczonych Barack Obama rozmawiający z ówczesnym premierem Ukrainy Arsenijem Jaceniukiem.

Po reformie Konstytucji Ukrainy w 2004 (oraz po późniejszym przywróceniu tej konstytucji w 2014) prezydent nie mógł już przedstawić parlamentowi własnego kandydata na premiera, był zobligowany do nominowania przewodniczącego koalicji w Najwyższej Radzie.
Premier, identycznie jak reszta członków władz wykonawczej, nie może być członkiem Rady Najwyższej Ukrainy.

## Uprawnienia i kompetencje
Premier przewodniczy obradom Rady Ministrów Ukrainy i podpisuje wydane przez nią rozporządzenia. Na wniosek premiera prezydent powołuje na stanowiska ministrów oraz dyrektorów agencji rządowych. Premier może również przedstawić prezydentowi kandydatów na stanowiska kierujących administracją regionalną.
Premier może również kontrasygnować dekrety uchwalone przez prezydenta. Konstytucja milczy na temat dokładnej regulacji kontrasygnaty. Premier (i odpowiedni minister) są odpowiedzialni za wykonanie rozporządzeń uchwalonych przez gabinet i Radę Najwyższą.
Na okres sprawowania urzędu premier, pomimo niezasiadania w Radzie Najwyższej, posiada immunitet parlamentarny.
W 2013 kancelaria premiera oznajmiła, że zarabia on 33 980 hrywien miesięcznie, co ówcześnie wynosiło 11-krotność średniej pensji na Ukrainie.

## Osoby pełniące funkcję premiera (1990–obecnie)

### Wotum zaufania
| #  | Data                 | Premier               | Liczba głosów | % (z 450) |
| -- | -------------------- | --------------------- | ------------- | --------- |
| 1  | 14 listopada 1990    | Witold Fokin          | 332           | 73,8      |
| 2  | 13 października 1992 | Łeonid Kuczma         | 316           | 70,2      |
| 3  | 16 czerwca 1994      | Witalij Masoł         | 199           | 44,2      |
| 4  | 6 marca 1995         | Jewhen Marczuk        | b.d.          | b.d.      |
| 5  | 28 maja 1996         | Pawło Łazarenko       | b.d.          | b.d.      |
| 6  | 16 lipca 1997        | Wałerij Pustowojtenko | 226           | 50,2      |
| 7  | 22 grudnia 1999      | Wiktor Juszczenko     | 296           | 65,8      |
| 8  | 29 maja 2001         | Anatolij Kinach       | 239           | 53,1      |
| 9  | 21 listopada 2002    | Wiktor Janukowycz     | 234           | 52,0      |
| 10 | 4 lutego 2005        | Julia Tymoszenko      | 373           | 82,9      |
| 11 | 22 września 2005     | Jurij Jechanurow      | 289           | 64,2      |
| 12 | 4 sierpnia 2006      | Wiktor Janukowycz     | 271           | 60,2      |
| 13 | 18 grudnia 2007      | Julia Tymoszenko      | 226           | 50,2      |
| 14 | 11 marca 2010        | Mykoła Azarow         | 242           | 53,8      |
| 14 | 13 grudnia 2012      | Mykoła Azarow         | 252           | 56,0      |
| 15 | 27 lutego 2014       | Arsenij Jaceniuk      | 371           | 82,2      |
| 15 | 27 listopada 2014    | Arsenij Jaceniuk      | 341           | 75,8      |
| 16 | 14 kwietnia 2016     | Wołodymyr Hrojsman    | 257           | 57,1      |
| 17 | 29 sierpnia 2019     | Ołeksij Honczaruk     | 290           | 64,4      |
| 18 | 4 marca 2020         | Denys Shmyhal         | 291           | 64,7      |
| 19 | 17 lipca 2025        | Julija Swyrydenko     | 262           | 58,2      |